# Obelisco Macuteo

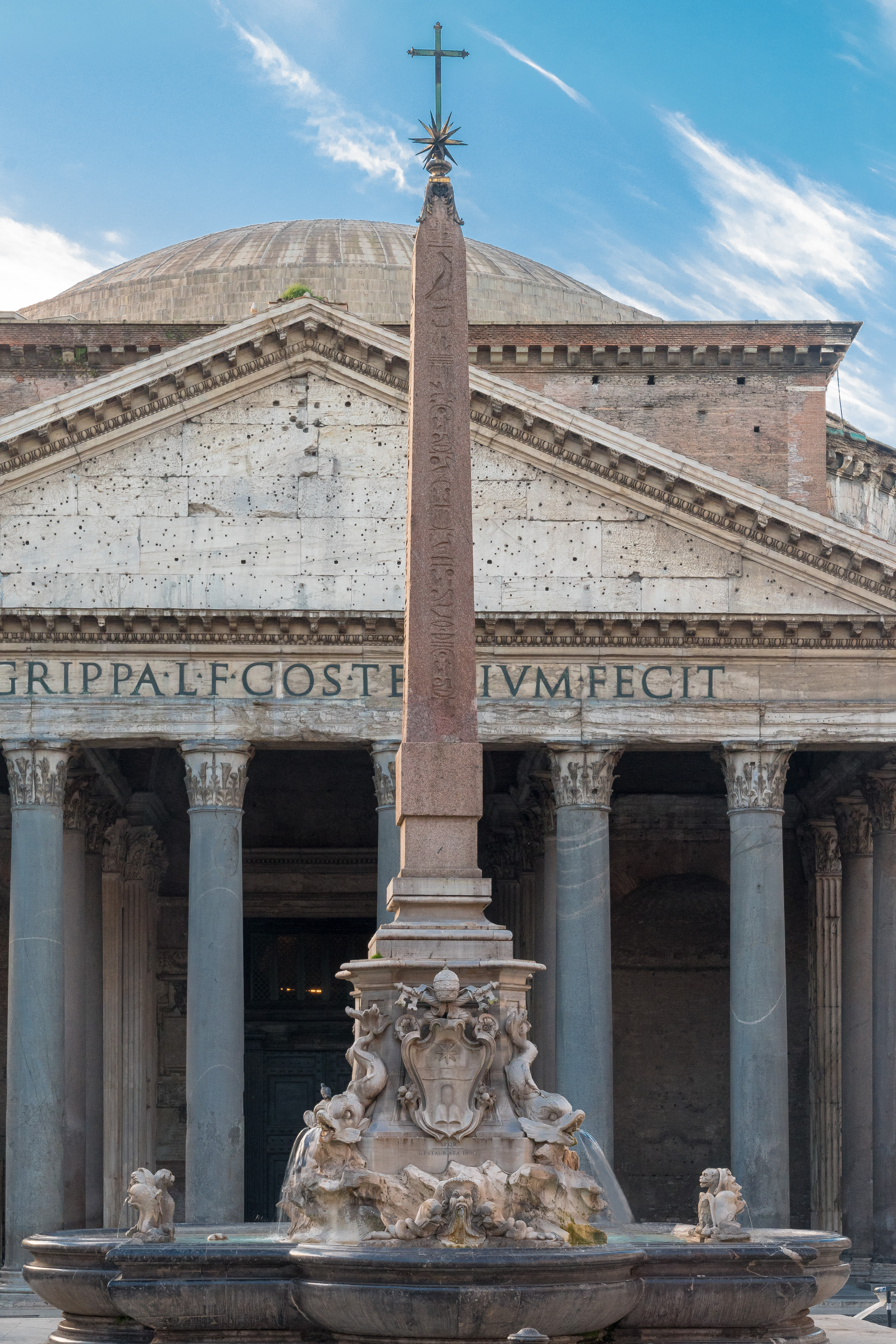
Der Obelisco Macuteo

Der Obelisco Macuteo oder Obelisco del Pantheon ist ein ägyptischer Obelisk in Rom auf der Piazza della Rotonda vor dem Pantheon auf einem Brunnen. Er ist einer der 13 Obelisken in Rom und einer von relativ wenigen antiken Monolithen.

## Beschreibung
Im Pyramidion – der Spitze des Obelisken – befinden sich zwei Namenskartuschen des Pharaos Ramses II. Der 6,34 m hohe Obelisk wurde allerdings auch für ein Werk der römischen Zeit wie der Obelisk auf der Piazza Navona gehalten. Auch er stand in der Antike in Kaiser Domitians Heiligtum der Isis, also in unmittelbarer Nähe des Pantheons.
Der Obelisk bildet ein Paar mit dem Granitstumpf Obelisco Matteiano in der Villa Celimontana, gemeinsam standen sie einst im Heiligtum des Amun-Re in Heliopolis.

## Neuzeitliche Geschichte

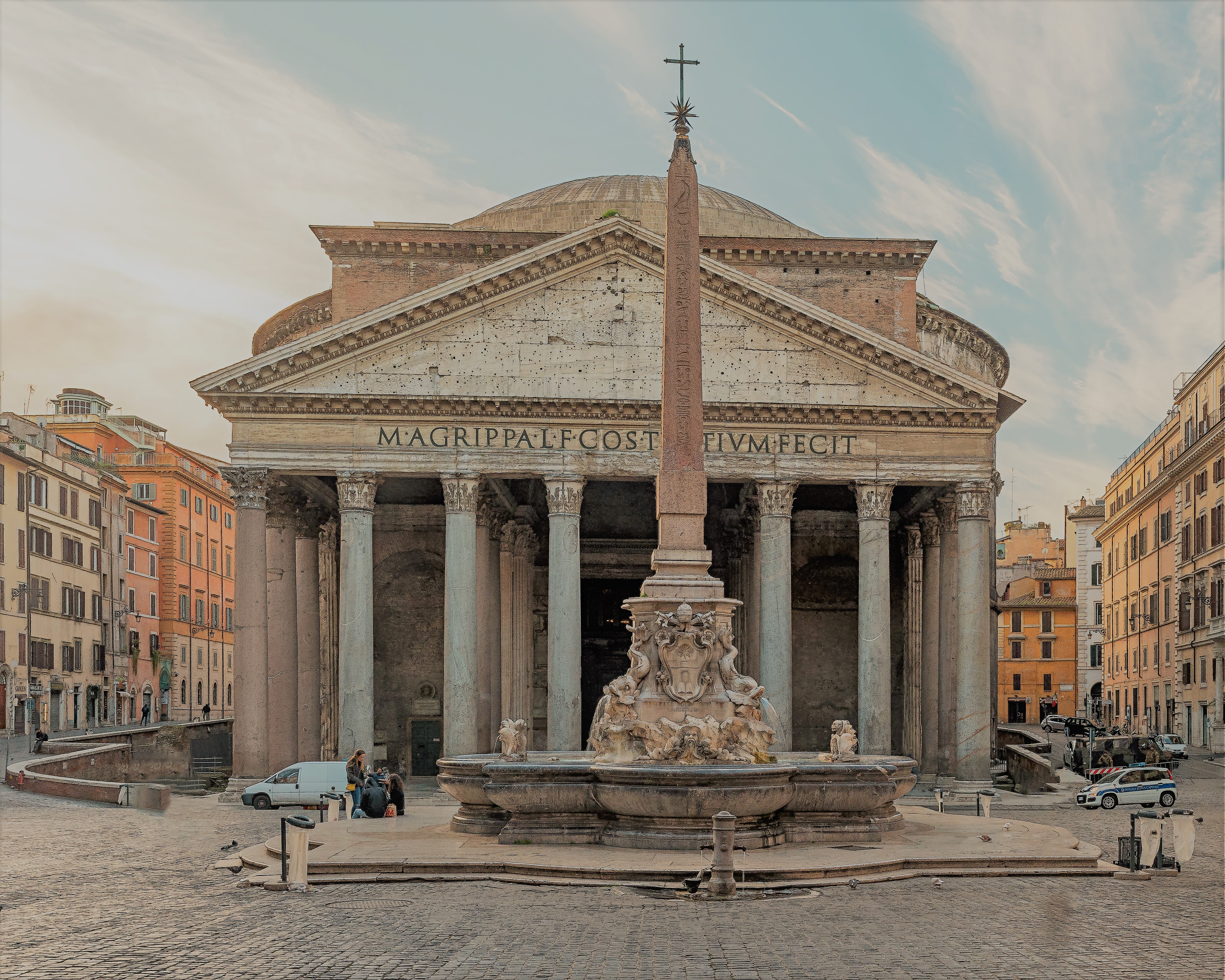
Der Obelisk vor dem Pantheon

Er wurde 1575 ausgegraben (nach anderen Angaben bereits zwei Jahrhunderte früher) und zunächst vor der Kirche San Macuto, gegenüber Sant’Ignazio auf der Piazza di San Macuto aufgestellt. 1711 ließ ihn Papst Clemens XI. auf einer spätbarocken Brunnenanlage vor dem Pantheon aufstellen. Daran erinnert eine Inschrift auf der Basis des Obelisken: „Clemens XI pont(ifex) max(imus) fontis et fori ornamento anno sal(utis) MDCCXI pontif(icatus) XI“ („Papst Clemens XI. zu des Brunnens und des Platzes Schmuck im Jahre des Heils 1711, seines Pontifikats 11.“).